# Shocking Blue
Gli Shocking Blue sono stati un gruppo olandese di rock psichedelico, formatosi nel 1967 e scioltosi nel 1974.

## Storia
Due furono le canzoni che li resero celebri: Venus, numero uno nella Billboard Hot 100 ed in molte classifiche nel 1970 e in seguito tornata popolare grazie ad una cover delle Bananarama, e Love Buzz, eseguita successivamente dai Nirvana ed inclusa anche nel loro primo album Bleach.
Il gruppo nacque nel 1967 da Robbie van Leeuwen, ex chitarrista di un altro gruppo olandese, The Motions, con il batterista Cornelius van der Beek, il bassista Klaasje van der Wal e il cantante Fred de Wilde. Il cantante fu sostituito, un anno dopo, da Mariska Veres.
Venus, uscito nel 1969, fu uno dei primi singoli della nuova versione della band. La canzone raggiunse il primo posto nelle charts in Belgio, Francia, Italia, Spagna e Germania, prima di ottenere il primo posto negli Stati Uniti nel 1970 ed il disco vendette 5 milioni di copie in tutto il mondo.

## Membri
Il gruppo era costituito da:
- Robbie van Leeuwen (voce, chitarra, sitar 1967–1973, n. 29 ottobre 1944)
- Fred de Wilde (voce, 1967–1968)
- Klaasje van der Wal (basso, 1967–1971, m. nel 2018)[2]
- Cornelius van der Beek (batteria - 1967–1974, m. 2 aprile, 1998)
- Mariska Veres (voce, 1968–1974, n. 1º ottobre 1947 - m. 2 dicembre, 2006)
- Leo van de Ketterij (chitarra, 1970–1971, m. nel 2021)
- Martin van Wijk (chitarra, 1973–1974)

## Discografia

### Album
- 1968 - Shocking Blue (pubblicato in Germania nel 1970 col titolo Beat With Us)
- 1969 - At Home
- 1970 - Scorpio's Dance
- 1971 - Third Album
- 1972 - Inkpot
- 1972 - Live in Japan
- 1972 - Attila (Shocking Blue) (pubblicato in Giappone come Rock in the Sea )
- 1972 - Eve and the Apple
- 1973 - Dream on Dreamer
- 1973 - Ham
- 1974 - Good Times
- 1975 - I Shock You, You Shock Me Too

### Singoli
- 1967 - Love Is in the Air / What You Gonna Do
- 1968 - Lucy Brown Is Back in Town / Fix Your Hair Darling
- 1968 - Send Me a Postcard / Harley Davidson
- 1969 - Long and Lonesome Road / Fireball of Love
- 1969 - Venus / Hot Sand
- 1969 - Mighty Joe / Wild Wind
- 1969 - Scorpio's Dance / Sally Was a Good Old Girl
- 1970 - Never Marry a Railroad Man / Roll Engine Roll
- 1970 - Hello Darkness / Pickin' Tomatoes
- 1971 - Shocking You / Waterloo
- 1971 - Blossom Lady / Is This a Dream
- 1971 - Out of Sight, Out of Mind / I Like You
- 1972 - Inkpot / Give My Love to the Sunrise
- 1972 - Rock in the Sea / Broken Heart
- 1972 - Eve and the Apple / When I Was a Girl
- 1973 - Let Me Carry Your Bag / I Saw You in June
- 1973 - Oh Lord / In My Time of Dying
- 1973 - Oh Lord / Everything That's Mine
- 1974 - This America / I Won't Be Lonely Long
- 1974 - Dream on Dreamer / Where the Pick-Nick Was
- 1974 - Good Times / Come My Way
- 1975 - Gonna Sing My Song / Get It On